# گراسیم آلاوردیان
گراسیم ویکتوری آلاوردیان (Գերասիմ Վիկտորի Ալավերդյան؛ زادهٔ ۸ مهٔ ۱۹۶۵) یک سیاستمدار اهل ارمنستان است که از تاریخ ۱۲ ژوئن ۲۰۰۹ تا تاریخ ۳۱ دسامبر ۲۰۱۰ در دولت تیگران سارگسیان سمت وزیر کشاورزی ارمنستان را برعهده داشت.

## زندگی‌نامه
در ۸ مهٔ ۱۹۶۵ در سراشن، استان سیونیک به دنیا آمد و از دانشگاه پلی‌تکنیک ارمنستان فارغ‌التحصیل شد. 